# Focillopis dichroana
Focillopis dichroana là một loài bướm đêm trong họ Noctuidae.